# Alexandre Rjechevski
Alexandre Guéorguiévitch Rjechevski (en russe : Александр Геоpгиeвич Ржешевский), né le 12 septembre 1903 à Saint-Pétersbourg et mort le 19 janvier 1967, est un dramaturge et scénariste soviétique.

## Biographie
Alexandre Rjechevski est surtout connu pour sa collaboration avec Sergueï Eisenstein pour Le Pré de Béjine, film qui restera inachevé. Il y a appliqué sa technique du « scénario émotionnel ».

## Œuvre
Pièces de théâtre
- Oliéko Dounditch

Scénarios
- 1929 : Océan (également réalisateur)
- 1932 : Une affaire banale de Vsevolod Poudovkine
- 1937 : Le Pré de Béjine de Sergueï Eisenstein